# The Iron Stair (film fra 1920)
The Iron Stair er en britisk stumfilm fra 1920 af F. Martin Thornton.

## Medvirkende
- Reginald Fox
- Madge Stuart